# Seiichi Itō
Seiichi Itō (伊藤 整?, Itō Seiichi; Prefettura di Fukuoka, 26 luglio 1890 – Mare a nord di Okinawa, 7 aprile 1945) è stato un ammiraglio giapponese, attivo durante la seconda guerra mondiale.
Entrato nel luglio 1911 nella Marina imperiale giapponese, fu tra i migliori allievi della sua classe e si specializzò in guerra silurante, quindi proseguì negli studi al Collegio navale di Tokyo e si diplomò alla fine del 1923 con lode. Ufficiale di sicura competenza, meticoloso e disponibile, fu destinato a una carriera negli stati maggiori e nell'amministrazione: lavorò nello stato maggiore dell'Ufficio personale, poi dal 1927 al 1929 visse negli Stati Uniti, dove studiò all'Università Yale e ampliò le proprie conoscenze. Al rientro in patria divenne capitano di fregata e per circa due anni fu responsabile generale dell'addestramento all'Accademia navale di Etajima, collaborando con l'allora viceammiraglio Osami Nagano. Alla fine del 1931 fu nominato capitano di vascello e iniziò a ricoprire comandi in mare, oltre a servire come addetto militare in Cina e nel Manciukuò; negli anni trenta comandò alcune grandi unità da guerra, come la nave da battaglia Haruna, e nel 1938 fu messo a capo dell'Ufficio personale della marina. Tra 1940 e 1941 comandò l'8ª Divisione incrociatori e alla fine dell'anno fu promosso vicecapo di stato maggiore: ebbe un ruolo importante nella pianificazione iniziale della guerra e nelle successive manovre per tenere lontani i combattimenti dalla madrepatria.
Alla fine del 1944, dopo aver diretto per alcuni mesi il Collegio navale a Tokyo, fu messo a capo della menomata 2ª Flotta che, all'inizio dell'aprile 1945, condusse nella disperata operazione Ten-Go. Il 7 aprile la squadra nipponica fu intercettata e per la gran parte distrutta dall'aviazione imbarcata statunitense. Itō preferì rimanere a bordo dell'ammiraglia Yamato, che esplose e affondò nel primo pomeriggio.

## Biografia

### Inizio della carriera
Seiichi Itō nacque il 26 luglio 1890 nella prefettura di Fukuoka. In giovane età s'iscrisse all'Accademia navale di Etajima, studiò nella 39ª classe e per i suoi meriti fu nominato Cavaliere di IV Classe dell'Ordine del Nibbio d'oro. Si diplomò il 18 luglio 1911, quindicesimo su 148 allievi, ottenne il brevetto di aspirante guardiamarina e fu imbarcato sull'incrociatore corazzato Aso, di preda bellica russa: su questa unità effettuò la crociera d'addestramento all'estero. Rientrato in patria, fu assegnato il 29 marzo 1912 alla nave da battaglia Aki e il 1º dicembre 1912 all'incrociatore protetto Yahagi, per completare il suo addestramento; ricevette inoltre la nomina a guardiamarina. Un anno più tardi iniziò a seguire i Corsi base presso la Scuola di artiglieria navale e la Scuola siluristi (quest'ultima dal 27 maggio 1914), poi il 1º dicembre fu portato al grado di sottotenente di vascello e imbarcato sull'obsoleto incrociatore protetto Soya. Il 23 agosto 1915 fu trasferito sul moderno incrociatore da battaglia Ikoma e in seguito, il 1º aprile 1916, salì a bordo per la prima volta di una piccola unità silurante, il cacciatorpediniere di terza classe Kikuzuki: vi rimase più di un anno. Il 2 luglio 1917 ebbe un incarico a terra presso il 3º Distretto navale con quartier generale a Sasebo e dal 10 ottobre di quell'anno fu integrato nel Corpo marinai del distretto; tuttavia, circa due mesi più tardi, riuscì a farsi ammettere al prestigioso Collegio navale e dal 1º dicembre, appena divenuto tenente di vascello, attese al Corso B dell'istituto, 21ª classe. Il 15 aprile 1918, deciso a specializzarsi nella guerra silurante, iniziò la frequentazione del Corso avanzato alla Scuola siluristi e lo completò prima della fine dell'anno. Preso il diploma, fu imbarcato il 1º dicembre sul cacciatorpediniere di seconda classe Nara, sul quale rimase oltre un anno per affinare le sue doti.

### Anni venti e trenta
Il 15 marzo 1920 Itō fu riassegnato al cacciatorpediniere Umikaze come capo addetto ai lanciasiluri, ma già il 6 maggio passò sull'incrociatore corazzato Iwate; il 20 aprile 1921 fu poi scelto come vicecomandante del cacciatorpediniere Shiokaze, del quale divenne capo addetto ai lanciasiluri in giugno. Acuto pensatore e scrupoloso nelle sue mansioni, Itō si fece notare e fu forse incoraggiato a proseguire gli studi di stato maggiore: il 1º dicembre 1921 s'iscrisse dunque al Corso A del Collegio navale, riprese il posto nella 21ª classe e in meno di due anni completò l'approfondita preparazione, ottenendo la laurea con lode. Appena uscito dal Collegio, il 15 ottobre 1923 fu integrato nello stato maggiore della 5ª Flotta e il 1º dicembre fu nominato capitano di corvetta; un anno più tardi fu distaccato presso il gruppo aereo di stanza a Kasumigaura, per espandere le sue conoscenze all'arma aeronavale che proprio allora conosceva un grande sviluppo. Il 2 marzo 1925 fu però richiamato a Tokyo e posto a disposizione sia dello stato maggiore generale, sia del Ministero della marina. Il 1º maggio gli fu assegnato il nuovo incarico, ovvero membro dello stato maggiore dell'Ufficio personale, che ricoprì per due anni con professionalità. Il 1º maggio 1927 fu informato di essere stato selezionato per un programma di studio all'estero, negli Stati Uniti d'America; Itō giunse nel paese in estate e come da istruzioni entrò all'Università Yale, dove strinse una sincera amicizia con Raymond Spruance, ufficiale dell'intelligence della United States Navy. Come molti colleghi della marina che studiarono negli Stati Uniti prima e dopo di lui, si rese conto delle differenze culturali tra giapponesi e americani (che definì "confusionari"), ma fu altresì profondamente colpito dal potenziale industriale statunitense, per giunta poco sfruttato in tempo di pace. L'esperienza all'estero gli fece comprendere i reali rapporti di forza tra Tokyo e Washington e intuire che, in caso di conflitto tra le due nazioni, il Giappone avrebbe dovuto affrontare un nemico formidabile. Dopo aver servito anche come addetto militare sotto l'allora capitano di vascello Isoroku Yamamoto, Itō ricevette l'ordine di rientro il 1º maggio 1929 e tornò in patria in estate, dove ebbe conferma della sua promozione a capitano di fregata risalente al 1º dicembre 1927; dal 10 luglio lavorò come istruttore all'Accademia navale di Etajima e dal 30 novembre fu responsabile generale dell'addestramento. Qui confermò e ampliò la propria reputazione di ufficiale disponibile e preparato, grazie alla sua personalità posata e all'atteggiamento cordiale, ed ebbe inoltre modo di lavorare a stretto contatto con Osami Nagano, che allora teneva la presidenza dell'Accademia: si segnalò per una collaborazione fattiva e puntuale.

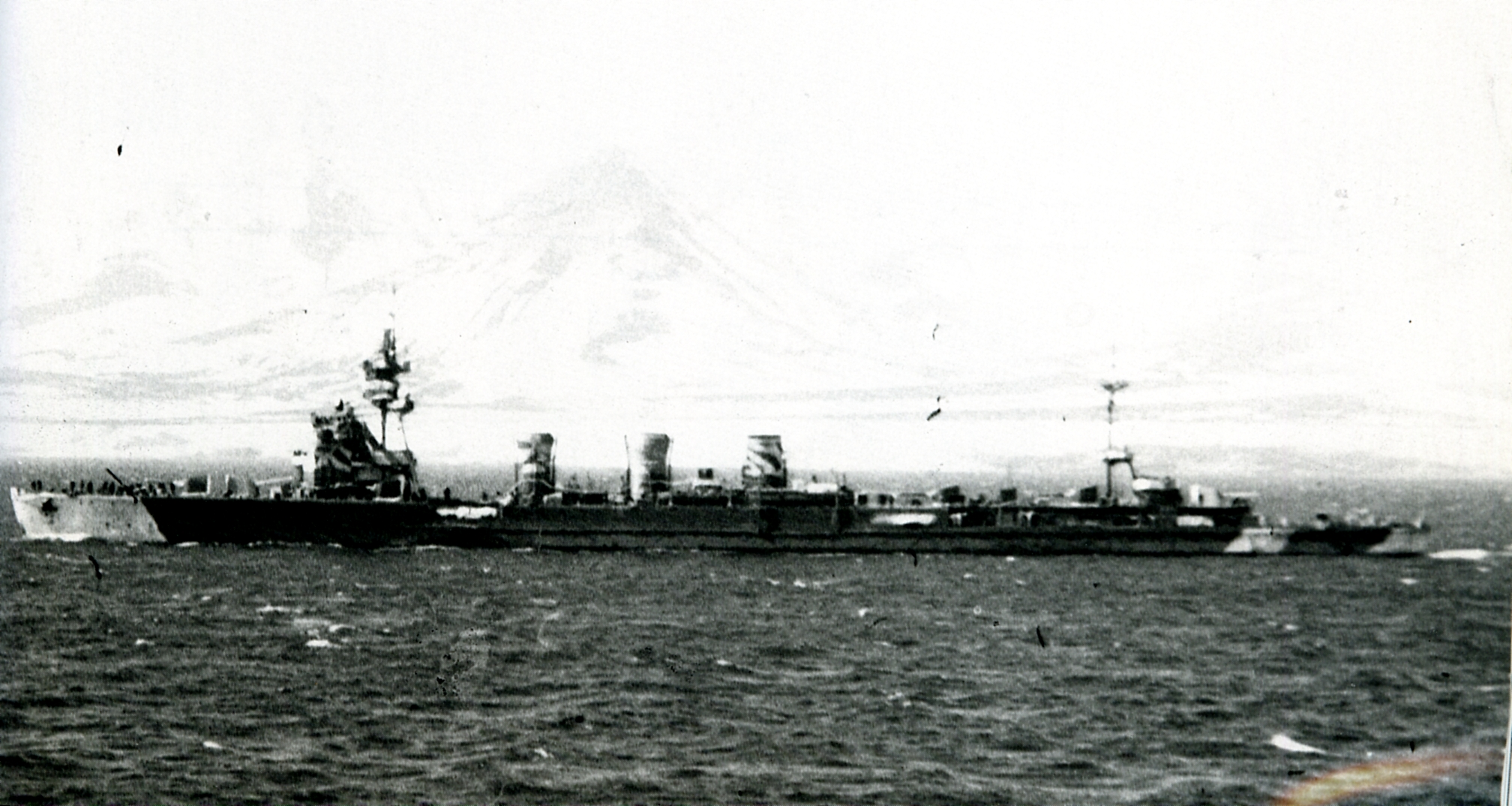
L'incrociatore leggero Kiso, prima nave da guerra comandata da Itō

Itō fu promosso capitano di vascello il 1º dicembre 1931 e gli fu affidato il suo primo comando in mare, la petroliera Tsurumi. L'8 marzo 1932 fu riassegnato alla Cina in qualità di addetto militare e poi, dal 15 settembre, all'Impero del Manchukuo. Il 1º aprile 1933 fu integrato nel personale mobilitato per formare la Flotta di Spedizione in Manciuria, in risposta alle crescenti tensioni con la Repubblica nazionalista cinese; il 15 novembre ebbe il comando di un'unità da guerra, l'incrociatore leggero Kiso. Dal 10 marzo 1934 Itō tornò al servizio di routine a terra, a disposizione dello stato maggiore generale e anche del Ministero della marina; il 1º aprile fu indirizzato alla sezione S1 dell'Ufficio personale, della quale assunse la gestione per oltre un anno. Verso la fine del 1935 tornò in prima linea e comandò in successione l'incrociatore pesante Mogami (dal 15 novembre), l'Atago (dal 15 aprile 1936) e infine la nave da battaglia veloce Haruna (dal 1º dicembre 1936). Sullo Atago, alla fine di ottobre 1936, egli accolse a bordo l'imperatore Hirohito, che visitò brevemente l'Accademia e presenziò poi a una rivista navale a Kōbe. Come comandante della Haruna operò invece al largo delle coste cinesi, per lo più eseguendo ricognizioni; con lo scoppio della seconda guerra sino-giapponese trasportò da Sasebo al continente una parte della 3ª Divisione fanteria. Il 15 novembre 1937 lasciò i comandi operativi per divenire capo di stato maggiore della 2ª Flotta e il 1º dicembre fu di conseguenza promosso contrammiraglio. Il 15 novembre 1938 terminò il suo incarico e per un mese rimase a disposizione degli alti comandi, che il 15 dicembre lo nominarono direttore dell'Ufficio personale: Itō ricoprì questa posizione amministrativa per diverso tempo, assistendo al progressivo complicarsi della situazione internazionale con lo scoppio della seconda guerra mondiale e il guastarsi dei rapporti con le potenze occidentali, con conseguente sentimento di rivalsa e aggressività negli ambienti delle forze armate.

### La seconda guerra mondiale e la morte
Il 28 novembre 1940 Itō ebbe il comando dell'8ª Divisione incrociatori (Tone, Chikuma) che continuò a capeggiare sino all'aprile 1941, quando fu creata la 1ª Flotta aerea del viceammiraglio Chūichi Nagumo, riunente tutte le portaerei di squadra della marina imperiale e alla cui scorta furono aggregati anche i due incrociatori. Dal 10 aprile Itō ricoprì dunque la carica di capo di stato maggiore della Flotta Combinata e della 1ª Flotta al contempo; lasciò comunque il doppio incarico già il 1º agosto e, un mese dopo, fu promosso vicecapo dello stato maggiore generale: il 15 ottobre fu dunque portato al grado di viceammiraglio e dal 18 ottobre al 1º giugno 1942 tenne anche il posto di Direttore del Collegio navale. Come secondo in comando della marina imperiale, visionò e rifinì i piani di espansione militare nel Pacifico occidentale a danno delle potenze coloniali, stimando con precisione notevole che l'offensiva combinata avrebbe richiesto dai sei agli otto mesi per raggiungere i numerosi obiettivi prefissisi dalle forze armate e dal governo. In seguito egli fu tra gli alti ufficiali che espressero forti dubbi sulla progettata offensiva in massa delle forze navali contro l'atollo di Midway, ma si ricredette quando l'ammiraglio Isoroku Yamamoto prese personalmente il comando dell'operazione, fornendogli il proprio appoggio.

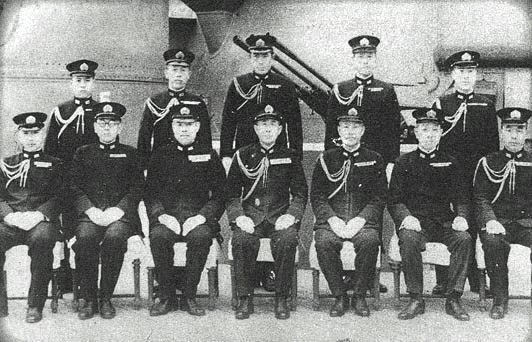
Foto ripresa a bordo della Yamato il 5 aprile 1945, che mostra gli ufficiali di più alto rango a bordo della corazzata

Itō mantenne il posto di vicecapo di stato maggiore molto a lungo e dovette ripensare a una nuova strategia dopo le impreviste disfatte di Midway e di Guadalcanal, scontrandosi spesso con l'intransigenza degli alti comandi dell'esercito e la modestia delle risorse della marina. Durante il conflitto ebbe alcune cariche supplementari: dal 30 gennaio 1943 al 15 marzo 1944 fu capo dell'Ufficio comunicazioni dipendente dalla sezione della marina in seno al Gran Quartier Generale imperiale (Daihon'ei) e, inoltre, diresse tra maggio e giugno la sezione N1 dello stato maggiore generale. Infine, dal 15 marzo 1944 divenne per la seconda volta direttore del Collegio navale. Il 18 novembre 1944, con la guerra ormai arrivata alle soglie dei confini nazionali, fu trasferito a disposizione dello stato maggiore, che il 23 dicembre lo nominò comandante in capo della 2ª Flotta al posto del viceammiraglio Takeo Kurita: questa squadra, reduce dalla disastrosa battaglia del Golfo di Leyte, aveva perduto gran parte delle proprie unità e rappresentava solo una modesta forza da battaglia. Per i mesi seguenti l'ammiraglio Soemu Toyoda, comandante della Flotta combinata, e i vertici della marina non organizzarono alcuna sortita contro le superiori forze aeronavali statunitensi; tuttavia il vasto sbarco nemico a Okinawa imposero, unitamente alle pressioni dello stato maggiore dell'esercito, di eseguire un tentativo estremo di portare soccorso all'isola e ingaggiare battaglia: l'operazione Ten-Go prevedeva, infine, che la corazzata Yamato ammiraglia della 2ª Flotta si arenasse sulle coste di Okinawa. In realtà il tenente generale Mitsuru Ushijima, comandante della guarnigione, si oppose a un simile suicidio e inviò una secca condanna all'operazione, invano. Anche Itō era contrario a un attacco tanto avventato, ma pare si sentisse personalmente responsabile per come le sorti del conflitto si fossero deteriorate; l'aver ottenuto un alto comando in mare gli avrebbe permesso di pagare gli errori che si rimproverava con la vita.
Itō salpò da Kure il pomeriggio del 6 aprile 1945 a bordo della Yamato, seguito dall'incrociatore leggero Yahagi e da otto cacciatorpediniere (Isokaze, Hamakaze, Yukikaze, Asashimo, Hatsushimo, Kasumi, Fuyutsuki, Suzutsuki). Egli seguì la costa meridionale di Kyūshū e poi eseguì una finta facendo rotta verso ovest, ma fu localizzato da un sommergibile statunitense e poi, il mattino del 7 aprile, da un velivolo della portaerei USS Essex. Itō fece allora rotta verso sud alla velocità di 24 nodi, senza copertura aerea e svantaggiato da condizioni atmosferiche nuvolose, mentre altri ricognitori statunitensi continuavano a molestare i giapponesi. Alle 11:30 Itō fu informato che un grande stormo nemico era passato su Amami Ōshima in direzione nord-ovest: i 250 velivoli imbarcati investirono la 2ª Flotta alle 12:30 circa, seguiti da una seconda ondata un'ora più tardi. La Yamato fu obiettivo privilegiato e incassò parecchie bombe e siluri, perdendo progressivamente velocità e sbandando sempre più: Itō prese allora commiato dal suo stato maggiore, dal capitano di vascello Kōsaku Aruga comandante della corazzata e si chiuse nella propria cabina; alle 14:30 circa la Yamato fu sventrata da una formidabile esplosione e affondò in pochi minuti, trascinando con sé migliaia di uomini, compreso il viceammiraglio Itō. Le navi superstiti rimasero alcune ore sul luogo, recuperando quanti naufraghi poterono secondo gli ultimi ordini di Itō.
Seiichi Itō ebbe postumo la promozione ad ammiraglio e la nomina a Cavaliere di II Classe dell'Ordine del Sol Levante. Inoltre fu eretta una tomba commemorativa nel Santuario Yasukuni.

## Onorificenze
Dati tratti da: e